# Fares Fares

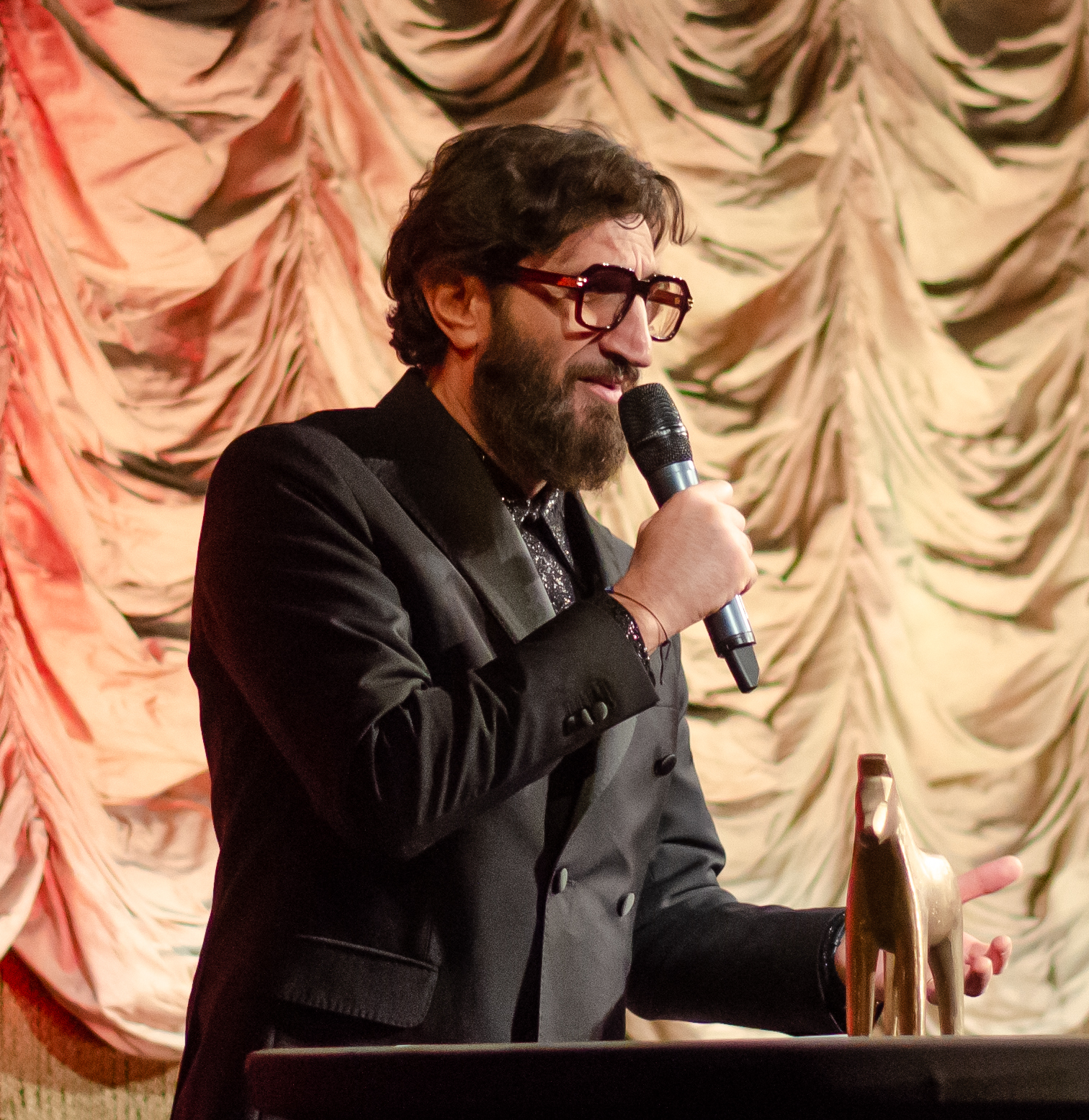
Fares Fares (2022)

Fares Fares (ˈfaːrɛs ˈfaːrɛs ( odsłuchaj); ur. 29 kwietnia 1973 w Bejrucie) – szwedzki aktor, reżyser, scenarzysta i piosenkarz pop pochodzenia libańskiego. 

## Życiorys
Urodził się w Bejrucie jako syn Mariam i Jana Faresów. Jego młodszy brat Josef Fares (ur. 1977) jest reżyserem i projektantem gier planszowych. W wieku 15 lat zaczął grać w lokalnej trupie teatralnej w Örebro. 
Za rolę Noredina Mostafy, policjanta z Kairu próbującego rozwikłać zagadkę morderstwa kobiety dokonanego w 
przededniu rewolucji w Egipcie w 2011, w dreszczowcu Tarika Saleha Morderstwo w hotelu Hilton (The Nile Hilton Incident, 2017) zdobył nagrodę Guldbagge dla najlepszego aktora pierwszoplanowego. W 2018 dołączył do serialu HBO Westworld z Evan Rachel Wood. W miniserialu Czarnobyl (2019) wystąpił w roli Bacho, radzieckiego żołnierza.
W 2023 miał premierę film Półtora dnia (En dag og halv) w jego reżyserii. Fares Fares zagrał w nim jedną z głównych ról i był też współautorem scenariusza. 

## Filmografia
- 2000: Före stormen
- 2000: Jalla! Jalla! jako Roro
- 2001: Days Like This jako Michel
- 2003: Kopps jako Jacob
- 2004: I'm Your Man jako Omar
- 2004: Dag och natt jako Kristian
- 2004: Chlorox, Ammonium and Coffee jako Jesus
- 2004: Fakiren fra Bilbao jako Frank Flambert
- 2005: Zozo jako Kurczak (głos)
- 2005: Bang Bang Orangutang jako Patrik
- 2006: Kill Your Darlings jako Omar
- 2006: 7 miljonärer jako Kristoffer El-Zeid
- 2007: Leende guldbruna ögon jako Roshan
- 2008: For a Moment, Freedom jako Manu
- 2008: Maria Wern – Främmande fågel jako Jonathan Sauma
- 2008: The Fur jako Richardt
- 2009: Metropia jako Firaz Sanoman (głos)
- 2010: Szybki cash jako Mahmoud
- 2012: Sleepwalking in the Rift
- 2012: Safe House jako Vargas
- 2012: Szybki cash 2 jako Mahmoud
- 2012: Wróg numer jeden jako Hakim
- 2013: Kobieta w klatce (Kvinden i buret) jako Assad
- 2014: Tyran jako Fauzi Nadal (serial)
- 2014: Zabójcy bażantów jako Assad
- 2015: System jako Alexei Andreyev
- 2016: Komuna jako Allon
- 2016: Wybawienie (Flaskepost fra P) jako Assad
- 2016: Łotr 1. Gwiezdne wojny – historie jako Senator Vaspar
- 2017: Morderstwo w hotelu Hilton jako Noredin
- 2018: Westworld jako Antoine Costa (serial)
- 2018: Kartoteka 64 jako Assad
- 2019: Czarnobyl jako Bacho, radziecki żołnierz (serial)
- 2021: Koło czasu jako Ishamael (serial)
- 2023: Półtora dnia (En dag och en halv) jako Lukas